# Jungni-dong, Icheon
Jungni-dong (koreanska: 중리동) är en stadsdel i staden Icheon i provinsen Gyeonggi i den centrala delen av Sydkorea, 50 km sydost om huvudstaden Seoul. 